# Ectobiidae
Ectobiidae (voorheen Blattellidae) zijn een familie van insecten die tot de kakkerlakken (Blattodea) behoort. Het is een bekende familie omdat enkele soorten wereldwijd voorkomen en als plaaginsect beschouwd worden.

## Kenmerken
De lichaamslengte bedraagt 0,8 tot 10 cm. Meestal zijn ze lichtbruin of olijfgroen. Ze hebben goed ontwikkelde vleugels.

## Leefwijze
Het voedsel van imagines en nimfen bestaat uit organisch afval.

## Voortplanting
De eizakjes worden door de vrouwtjes meegedragen tot ze uitkomen. Tijdens haar gehele leven kan een vrouwtje duizenden eieren afzetten.

## Verspreiding
Deze familie komt wereldwijd voor in warmere gebieden in de strooisellagen van bossen, in afval en huizen.

## In Nederland waargenomen soorten
- Genus: Blattella
  - Blattella germanica - Duitse Kakkerlak
- Genus: Capraiellus
  - Capraiellus panzeri - Heidekakkerlak
- Genus: Ectobius
  - Ectobius lapponicus - Noordse Kakkerlak
  - Ectobius pallidus - Bleke kakkerlak
  - Ectobius sylvestris - Boskakkerlak
  - Ectobius vittiventris
- Genus: Planuncus
  - Planuncus tingitanus - Dwarsbandkakkerlak
- Genus: Supella
  - Supella longipalpa - Bruinbandkakkerlak [huiskakkerlak]